# Max Heidrich
Max Heidrich (* 25. Oktober 1876 in Mitteloderwitz; † 24. Juni 1945 in Paderborn) war ein deutscher Tischler, Innenarchitekt, Architekt und Mitglied des Deutschen Werkbunds.

## Leben und Werk
Max Heidrich war der Sohn eines Bäckermeisters. Nach Abschluss der Volksschule machte er eine Lehre als Bautischler; nach Besuch der Gewerbeschulen in Dresden und Berlin arbeitete er als Gehilfe, Zeichner oder Betriebsleiter in Stuttgart, München, Passau, Wien, Salzburg, Luzern und Bern. Dort wurde er Mitarbeiter der Möbelfabrik Caspar Märki. Ab 1901 studierte er erfolgreich an der Handwerker- und Kunstgewerbeschule Bern. 1902 wurde er Werkführer der Möbelfabrik Wilhelm Seyffer in Backnang bei Stuttgart und gründete mit Veronika Rau eine Familie. Ihre vier Kinder wurden wie ihr Vater Architekt.
Nach einem gewonnenen Preisausschreiben war Heidrich von 1905 bis 1928 Mitarbeiter, ab 1910 leitender Innenarchitekt der Werkstätten Bernard Stadler AG für die gesamte Wohnausstattung in Paderborn. Die Tischlerei fertigte Möbel in Serie für Kaufhäuser in Großstädten, beschäftigte über 100 Mitarbeiter und bildete Lehrlinge in ihrer Betriebsschule aus. Die Einrichtungen von Wohnhäusern der Werkstätten Bernard Stadler nach Entwürfen von Heidrich wurden vielfach ausgezeichnet, so 1913 auf der Internationalen Baufach-Ausstellung Leipzig 1913 und in namhaften Zeitschriften veröffentlicht. Auf der Kölner Werkbundausstellung 1914 wurden Max Heidrich und die Werkstätten Bernard Stadler mit dem zerlegbaren „Sommerhaus Bernard Stadler Paderborn“ in Holzfertigteilbauweise nach Patent des Unternehmens Siebels Holzhaus- und Barackenbau (Düsseldorf-Rath) einschließlich der Ausstattung und Möblierung der elf Zimmer international bekannt. 1916 entwarf Heidrich die Villa Becker mit Garten für den Tuchfabrikanten Bernhard Becker am Ortsrand von Kreuzweingarten.
Nach dem Untergang der Werkstätten Bernhard Stadler 1928 in einem Großbrand machte sich Heidrich als Architekt selbstständig. Als Anhänger des Neuen Bauens errichtete er in Paderborn und Umgebung Wohnhäuser, Zweckbauten (Sennewasserwerk), Kaufhäuser (Konfektionshaus Klingenthal), Gebäude an der Marienstraße der Paderborner Altstadt wie Kulturbauten (Residenztheater Paderborn); er war Vertrauensarchitekt und Leiter des Kreisheimstätten-Werks. Seit 1931 war er Mitglied der NSDAP. Max Heidrich starb am 24. Juni 1945, nach der Zerstörung vieler seiner Gebäude und Möbel durch die Luftangriffe auf Paderborn.

## Schriften
- Max Heidrich. (= Neue Werkkunst) F. E. Hübsch, Berlin et al. 1930 (mit einer Einleitung von Martin Richard Möbius).